# Conseil International du Bâtiment
Il CIB, (acronimo del francese Conseil International du Bâtiment, o in inglese  International Council for Building) nacque nel 1953, come un'associazione i cui obiettivi erano di stimolare e facilitare la cooperazione e lo scambio internazionale di informazioni tra istituti governativi di ricerca nel settore dell'edilizia e delle costruzioni.
Esiste infatti da tempo per i ricercatori il problema di collaborare a livello mondiale, dato che la scienza per definizione è un lavoro collettivo che si evolve nel tempo. Oggi questi ostacoli sono facilmente risolti grazie alla rivoluzione informatica, ma ai tempi della guerra fredda il problema della collaborazione era di difficile soluzione. Per questo motivo l'UNESCO, (organizzazione culturale delle Nazioni Unite) negli anni '50 stimolò la nascita di associazioni che favorissero la scambio di conoscenze tra ricercatori di diverse nazioni.
Gestita in maniera democratica, l'associazione ha stimolato lo sviluppo delle conoscenze scientifiche nel campo delle costruzioni, proponendo temi di ricerca, organizzando gruppi di lavoro internazionali e favorendo i contatti con congressi e riunioni di lavoro. Nel corso degli anni l'associazione ha sempre allargato la sua rete mondiale di collegamenti, che oggi comprende circa 500 nazioni, ed ha aumentato i suoi membri ad oltre 5000 esperti. Nel 1998 è stato deciso, mantenendo la sigla, di cambiare il nome in : Consiglio Internazionale per La Ricerca e Innovazione In Edilizia e Costruzione.
La sua organizzazione si basa sull'Assemblea Generale, che si riunisce ogni anno,  e che con cadenza triennale si trasforma nel congresso, CIB World Congress Building, durante il quale vengono eletti il Presidente del CIB e gli altri membri del Consiglio che dura per un triennio.  Gli atti dei convegni triennali e delle riunioni di lavoro sono pubblicati a cura dell'associazione e gestiti dal database ICONDA del CIBlibrary. Questo database è gestito dalla Fraunhofer Information Center. All'interno del sistema CIB i Membri sono di diverse categorie di appartenenza e sono distinti tra Full Member ed Associate Member. I Full member sono associazioni nazionali di ricerca come il CNR in Italia, mentre gli Associate Members sono organizzazioni Universitarie, di Ricerca e di Industria interessati alle problematiche delle costruzioni con particolare attenzione agli aspetti della ricerca delle innovazioni in edilizia.
Il lavoro dell'associazione è organizzato in gruppi di lavoro individuati da una sigla composta dalla lettera W (work) e da un numero e da Task Group individuati da una sigla composta dalla lettera TG e da un numero. Questi gruppi di lavoro sono nominati dal Comitato di Programma che si interessa all'andamento del loro lavoro.  Questi gruppi è possibile aderire, anche con una adesione individuale, sia all'atto della definizione sia nel corso dei lavori. Questi gruppi lavorano nelle loro sedi, comunicando tra loro e occasionalmente riunendosi a cura del coordinatore del gruppo. Questi gruppi di lavoro, nel corso degli anni, hanno prodotto moltissime pubblicazioni consultabili utilizzando la banca dati ICONDA.